# Valentine Macheret
Valentine Macheret (16 giugno 1998) è una sciatrice alpina svizzera.

## Biografia
Attiva dal dicembre del 2014, la Macheret ha esordito in Coppa Europa il 16 gennaio 2017 a Zinal in slalom gigante e in Coppa del Mondo il 9 gennaio 2022 a Kranjska Gora in slalom speciale, in entrambi i casi senza completare la prova; inattiva dal marzo del 2023, non ha preso parte a rassegne olimpiche o iridate.

## Palmarès

### Universiadi
- 1 medaglia:
  - 1 argento (slalom speciale a Lake Placid 2023)

### Coppa Europa
- Miglior piazzamento in classifica generale: 80ª nel 2020

### South American Cup
- Miglior piazzamento in classifica generale: 15ª nel 2019
- 2 podi:
  - 2 secondi posti

### Campionati svizzeri
- 1 medaglia:
  - 1 argento (slalom speciale nel 2021)